# 霍羅多克區 (赫梅利尼茨基州)

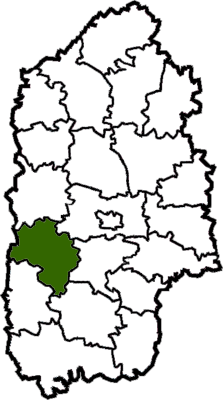

霍羅多克區（烏克蘭語：Городоцький район）曾是烏克蘭西部赫梅利尼茨基州的一個區，行政中心設於霍羅多克，面積1,110平方公里，2012年人口49,939，人口密度每平方公里45.0人。
该区在2020年7月乌克兰行政区划改革时撤销，赫梅利尼茨基州的区份数量减至三个，霍罗多克区的范围划入赫梅利尼茨基区。撤销前该区的人口数量为45,429人（2020年）。